# Prana
Il termine prana (in sanscrito प्राण, prāṇa) significa letteralmente «vita» e in seconda istanza viene inteso come «respiro» e «spirito».
Secondo la fisiologia induista, tutti gli esseri viventi, in quanto tali, sono dotati di prana, la cui conservazione deriva dal corretto svolgimento di tutte le funzioni psicologiche, emotive e fisiologiche necessarie al mantenimento armonico dell'equilibrio interiore.
Secondo tale filosofia, uno dei modi più evidenti attraverso cui gli esseri viventi ottengono prana è dato dalla respirazione, che veicola, oltre all'ossigeno ("elemento grossolano") anche la vitalità ("elemento sottile") che traiamo dall'aria.
Nello yoga e nelle tecniche di guarigione indiane la capacità di padroneggiare il respiro (prāṇāyāma) assume un ruolo fondamentale, poiché attraverso la consapevolezza questo esercizio consente di controllare e regolarizzare eventuali squilibri e disfunzioni dell'organismo, in particolare tra corpo e psiche, ristabilendo la salute spirituale nella sua interezza, in un'ottica olistica.
Nella cultura cinese e giapponese, il concetto con significato corrispondente al prana rientra nell'accezione di Ki, mentre in quella europea è identificabile con il termine pneuma; in Occidente è stato assimilato anche al significato di forza vitale, e alla nozione ermetico-esoterica di etere.

## Funzione del prana
Nell'ambito della medicina naturopatica ed esoterica si sostiene l'importanza del prana inteso come quel tipo di energia vitale più prossimo al livello fisico, la cui funzione consiste nell'infondere vitalità e vigore all'organismo. Insieme all'energia originaria ereditaria, e a quella intersessuale, esso va a costituire la forza vitale complessiva dell'essere umano, conosciuta nella medicina tradizionale cinese come «Ki». Essendo la più vicina al corpo materiale grossolano, essa è meno sottile di altre forme di energia vibrazionale: mentre queste ultime vengono recepite dai vortici dei chakra principali e attengono soprattutto alla dimensione psichica dell'individuo, il prana viene invece assorbito principalmente attraverso il lavoro svolto dai meridiani, ossia i canali di energia che scorrono lungo il corpo eterico e hanno natura essenzialmente elettrica. A differenza delle vibrazioni più elevate, il prana non può dunque essere assorbito direttamente dall'esterno come sostenuto da alcune dottrine new Age.
(Dietmar Krämer, Terapie esoteriche, pag. 106, trad. di Lucia Bartolucci, Mediterranee, 1998)
Per ricevere tutto il prana necessario al mantenimento di un sano equilibrio elettrico-vitale, occorrerebbe dunque non solo respirare ossigeno da luoghi possibilmente poco inquinati, ma anche assumere alimenti ricchi di alte vibrazioni, come quelli indicati nella scala messa a punto nel 1949 dal ricercatore francese André Simoneton: stando ad essa, mentre i cibi con carica bassa o nulla sottraggono energia all'organismo per poter essere assimilati, quelli che emettono frequenze elettromagnetiche superiori a una certa soglia apporterebbero un contenuto nutritivo superiore alla loro componente chimica e calorica. Le radiazioni emesse dai cibi sono state misurate in ångström e risulterebbero visibili tramite apposita fotografia Kirlian.